# Creston (Illinois)
Creston é uma vila localizada no estado americano de Illinois, no Condado de Ogle.

## Demografia
Segundo o censo americano de 2000, a sua população era de 543 habitantes.
Em 2006, foi estimada uma população de 601, um aumento de 58 (10.7%).

## Geografia
De acordo com o United States Census Bureau tem uma área de
1,1 km², dos quais 1,1 km² cobertos por terra e 0,0 km² cobertos por água. Creston localiza-se a aproximadamente 276 m acima do nível do mar.

## Localidades na vizinhança
O diagrama seguinte representa as localidades num raio de 20 km ao redor de Creston.